# Carrer Saint-Denis
El carrer Saint-Denis és un dels carrers més antics de París. La via va ser establerta per primera vegada al segle I pels romans, i després es va estendre cap al nord a l'edat mitjana. Des de l'edat mitjana fins als nostres dies, el carrer ha estat notori com a lloc de prostitució. El seu nom deriva de ser la ruta històrica a Saint-Denis.
El carrer s'estén fins al 1r districte i el carrer de Rivoli al sud i fins al 2n districte i el bulevard Saint-Denis al nord. Va paral·lela al bulevard de Sébastopol.

## Història
L'antiga ruta romana (carretera de Flandes) que conduïa a Saint-Denis, Pontoise i Roan competia amb la "ruta de Senlis", però va obtenir un avantatge sobre ella amb la demolició del Grand Pont (vegeu Pont au Change) i el desenvolupament de l'abadia reial de Saint-Denis, convertint-se en la via triomfal per a les entrades reials a la capital.
Flanquejat per cases a partir de 1134, el carrer porta els noms alternatius de Sellerie de Paris i Sellerie de la Grande Rue (segle XIII); grande Rue de Paris; grande rue o rue des Saints Innocents i grant chaussée de Monsieur / Monseigneur Saint-Denis (segle XIV). Durant la Revolució Francesa, es coneixia com el carrer de Françade.
El carrer va ser un dels centres de la rebel·lió de juny de 1832, immortalitzat a la novel·la Els miserables de Victor Hugo, que al llibre es coneix com l'"Epopeia del carrer Saint-Denis".

## Activitats
El barri al voltant del carrer Saint-Denis ara està format sobretot per sex shops, amb la part situada entre el carrer Réaumur i el bulevard Saint-Denis conegut com a lloc de prostitució. El carrer també conté algunes botigues de roba, bars i restaurants, així com l'església de Saint-Leu-Saint-Gilles, un banc i l'edifici de la Chambre des notaires. El Frog and Rosbif Brew Pub es troba aquí, un dels pocs productors de cervesa en bóta de França.

## Edificis famosos
- Número 60 (cantonada del carrer de la Cossonnerie): Restes de la Cour Batave, una col·lecció d’edificis construïts per als especuladors holandesos per Jean-Nicolas Sobre i Célestin-Joseph Happe el 1790, un dels primers exemples de desenvolupament d’habitatges privats de París.
- Número 92: Església Saint-Leu-Saint-Gilles
- Número 142 (cantonada del carrer Grénéta): Casa construïda el 1732 per Jacques-Richard Cochois per a Claude Aubry. Al costat la "font Grénéta", reconstruïda al mateix temps que la casa, però l'original del qual es remunta almenys a 1502.
- Números 224-226: Maison des Dames de Saint-Chaumont (Couvent des Filles de l'Union chrétienne), establerta el 1685 en un hôtel de Saint-Chaumond, del qual no sobreviu res més que el nom de la comunitat. Les monges havien construït el 1734-1735 per Jacques Hardouin-Mansart de Sagonne un refugi, un edifici d’excepcional qualitat decorat per Nicolas Pineau. És l’únic supervivent dels nombrosos establiments pietosos o benèfics construïts al carrer Saint-Denis. La seva entrada senzilla és al costat del bulevard de Sébastopol i un jardí s'estén entre l'edifici i el carrer. A la cantonada del carrer de Tracy es trobava la capella del convent, construïda el 1782 per Pierre Convers a l'estil antic però ara perduda.
- Al final del carrer Saint-Denis, a la intersecció dels grans Boulevards, es troba la porta Saint-Denis. Rue Saint-Denis s'estén llavors des d'allà en el que era el París medieval del raval per la rue du Faubourg-Sant-Denis.